# Carlos Pereira
Carlos Jesus Pereira (3 settembre 1910 – 11 agosto 1982) è stato un calciatore portoghese, di ruolo attaccante.

## Carriera

### Nazionale
Ha collezionato 13 presenze con la maglia della nazionale.

## Statistiche

### Presenze e reti in nazionale
| Cronologia completa delle presenze e delle reti in nazionale ― Portogallo | Cronologia completa delle presenze e delle reti in nazionale ― Portogallo | Cronologia completa delle presenze e delle reti in nazionale ― Portogallo | Cronologia completa delle presenze e delle reti in nazionale ― Portogallo | Cronologia completa delle presenze e delle reti in nazionale ― Portogallo | Cronologia completa delle presenze e delle reti in nazionale ― Portogallo | Cronologia completa delle presenze e delle reti in nazionale ― Portogallo | Cronologia completa delle presenze e delle reti in nazionale ― Portogallo |
| Data                                                                      | Città                                                                     | In casa                                                                   | Risultato                                                                 | Ospiti                                                                    | Competizione                                                              | Reti                                                                      | Note                                                                      |
| ------------------------------------------------------------------------- | ------------------------------------------------------------------------- | ------------------------------------------------------------------------- | ------------------------------------------------------------------------- | ------------------------------------------------------------------------- | ------------------------------------------------------------------------- | ------------------------------------------------------------------------- | ------------------------------------------------------------------------- |
| 05-05-1935                                                                | Lisbona                                                                   | Portogallo                                                                | 3 – 3                                                                     | Spagna                                                                    | Amichevole                                                                | -                                                                         |                                                                           |
| 26-01-1936                                                                | Porto                                                                     | Portogallo                                                                | 2 – 3                                                                     | Austria                                                                   | Amichevole                                                                | -                                                                         |                                                                           |
| 27-02-1936                                                                | Lisbona                                                                   | Portogallo                                                                | 1 – 3                                                                     | Germania                                                                  | Amichevole                                                                | -                                                                         |                                                                           |
| 28-11-1937                                                                | Vigo                                                                      | Spagna                                                                    | 1 – 2                                                                     | Portogallo                                                                | Amichevole                                                                | -                                                                         |                                                                           |
| 09-01-1938                                                                | Lisbona                                                                   | Portogallo                                                                | 4 – 0                                                                     | Ungheria                                                                  | Amichevole                                                                | -                                                                         |                                                                           |
| 30-01-1938                                                                | Lisbona                                                                   | Portogallo                                                                | 1 – 0                                                                     | Spagna                                                                    | Amichevole                                                                | -                                                                         |                                                                           |
| 24-04-1938                                                                | Francoforte sul Meno                                                      | Germania                                                                  | 1 – 1                                                                     | Portogallo                                                                | Amichevole                                                                | -                                                                         |                                                                           |
| 01-05-1938                                                                | Milano                                                                    | Portogallo                                                                | 1 – 2                                                                     | Svizzera                                                                  | Qual. Mondiali 1938                                                       | -                                                                         |                                                                           |
| 06-11-1938                                                                | Losanna                                                                   | Svizzera                                                                  | 1 – 0                                                                     | Portogallo                                                                | Amichevole                                                                | -                                                                         |                                                                           |
| 12-02-1939                                                                | Lisbona                                                                   | Portogallo                                                                | 2 – 4                                                                     | Svizzera                                                                  | Amichevole                                                                | -                                                                         |                                                                           |
| 28-01-1940                                                                | Parigi                                                                    | Francia                                                                   | 3 – 2                                                                     | Portogallo                                                                | Amichevole                                                                | -                                                                         |                                                                           |
| 16-03-1941                                                                | Bilbao                                                                    | Spagna                                                                    | 5 – 1                                                                     | Portogallo                                                                | Amichevole                                                                | 1                                                                         |                                                                           |
| 01-01-1942                                                                | Lisbona                                                                   | Portogallo                                                                | 3 – 0                                                                     | Svizzera                                                                  | Amichevole                                                                | -                                                                         |                                                                           |
| Totale                                                                    |                                                                           | Presenze                                                                  | 13                                                                        |                                                                           | Reti                                                                      | 1                                                                         |                                                                           |

## Palmarès

### Club

#### Competizioni nazionali
- Campionato portoghese: 3

Porto: 1934-1935, 1938-1939, 1939-1940